# Небојша Миловановић
Небојша Миловановић (Ваљево, 29. септембар 1974) српски је филмски, телевизијски, позоришни и гласовни глумац.

## Живот
Рођен је у Ваљеву, где је завршио основну школу и гимназију. Дипломирао је на Факултету драмских уметности  Универзитета у Београду 1999. године. у класи Владимира Јевтовића, а од тада је члан Југословенског драмског позоришта. Занимљиво је да је глуму уписао тек из другог покушаја, док је у међувремену студирао ветерину.
Члан је Југословенског драмског позоришта од 1999. године и ту је остварио неколико запажених улога у представама: Уображени болесник, Сумњиво лице, Вишњик, Швабица, Млетачки трговац, Шине, Београдска трилогија, Прљаве руке, Павиљони, Андромаха, Лулу, Замак... Поред ЈДП-а, повремено наступа и у Атељеу 212.
Миловановић је филмској и телевизијској публици познат по улогама капетана у ТВ серији Корени, пуковника Кашанина у серијалу Војна академија и Зорана Томовића у теленовели Тајне винове лозе.
Поред класичне глуме, Небојша Миловановић ради и стендап комедију, тј. кабаре под називом Стендаун са Небојшом Миловановићем, за коју је добио и неколико награда. Радио је синхронизације анимираних филмова и серија за студије за студије Блу хаус, Ливада Београд, Метро Филм, Мириус и Моби као и за Призор и Хепи ТВ
Ожењен је, а са супругом Тијаном има кћерке Веру и Наду и синове Стојана и Андрију.

## Филмографија
| Год.       | Назив                                            | Улога                           |
| ---------- | ------------------------------------------------ | ------------------------------- |
| 1990-е     |                                                  |                                 |
| 1993.      | Обрачун у Казино кабареу                         |                                 |
| 1996—1997. | Горе-доле (ТВ серија)                            | шанкер                          |
| 1998.      | Лајање на звезде                                 | Јован Слобеновић                |
| 1998.      | Буре барута                                      | Србин из Босне                  |
| 1999.      | Тројка (кратки филм)                             | Боки                            |
| 1999.      | Бело одело                                       | Крстић                          |
| 2000-е     |                                                  |                                 |
| 2001.      | Крсташи (итал. Crociati) ТВ серија                       |                                 |
| 2002.      | Кордон                                           | Коле                            |
| 2004.      | Слободан пад                                     | члан комисије                   |
| 2004.      | Лифт (ТВ серија)                                 | први дилер                      |
| 2004.      | Две године и један дан ( )                       |                                 |
| 2006.      | Оптимисти                                        | болесни младић                  |
| 2007.      | Бора под окупацијом (ТВ филм)                    |                                 |
| 2007.      | Позориште у кући (ТВ серија)                     | Сава Беланин                    |
| 2007.      | Млетачки трговац (ТВ филм)                       | Грацијано                       |
| 2007—2015. | Заборављени умови Србије (ТВ серија)             | Јован Миодраговић               |
| 2008—2009. | Шумска школа (луткарска серија)                  |                                 |
| 2008.      | Ближњи                                           | Владимир                        |
| 2008.      | Милош Бранковић                                  | Шарлах                          |
| 2008.      | Последња аудијенција (мини-серија)               | Мита Ракић                      |
| 2008.      | Последњи тренутак вечности (кратки филм)         | Иван                            |
| 2009.      | Ђавоља варош                                     | Борис                           |
| 2009.      | Медени месец                                     | Марко                           |
| 2009—2010. | Оно као љубав (ТВ серија)                        | Милош                           |
| 2010-е     |                                                  |                                 |
| 2010.      | Плави воз                                        | професор Божичковић             |
| 2011.      | Како су ме украли Немци                          | Љотићевац                       |
| 2012.      | Плави воз (ТВ серија)                            | професор Божичковић             |
| 2012—2014. | Фолк (ТВ серија)                                 | Сале                            |
| 2012—2020. | Војна академија (ТВ серија)                      | мајор/капетан/пуковник Кашанин  |
| 2013.      | Последњи папа краљ (ита. L’ultimo papa re) (ТВ филм)             |                                 |
| 2013.      | Врата Србије: Мојсињска Света гора (кратки филм) | монах Јаков                     |
| 2013.      | Made in Serbia (ТВ филм)                         | референт                        |
| 2013.      | Војна академија 2                                | капетан Кашанин                 |
| 2014.      | Српска штампа (ТВ серија)                        | Љубина Анђелковић               |
| 2014.      | Талог (ТВ филм)                                  | наредник Радојица Милинковић    |
| 2015.      | Панама                                           | професор                        |
| 2015—2016. | Чизмаши (ТВ серија)                              | капетан Перкић                  |
| 2015—2016. | Андрија и Анђелка                                | Спасоје                         |
| 2016.      | Војна академија 3                                | мајор Драган Кашанин            |
| 2016.      | Santa Maria della Salute                         | Теодор Виловски                 |
| 2017.      | Santa Maria della Salute (ТВ серија)             | Теодор Виловски                 |
| 2017.      | Нигде                                            | Антоан                          |
| 2016—2017. | Сумњива лица (ТВ серија)                         | Пера писар                      |
| 2018.      | 2 брата против Хипократа (ТВ серија)             | Саша                            |
| 2018.      | Јутро ће променити све (ТВ серија)               | професор Арсенијевић            |
| 2018.      | Корени (ТВ серија)                               | капетан                         |
| 2018—2019. | Шифра Деспот (ТВ серија)                         | службеник                       |
| 2019.      | Балканска међа                                   | свештеников брат                |
| 2019.      | Краљ Петар Први (ТВ серија)                      | аустријски посланик             |
| 2019.      | Државни службеник                                | Рабреновић                      |
| 2019.      | О животу и о смрти (ТВ филм)                     | син                             |
| 2019.      | Реална прича                                     | редитељ Коста                   |
| 2019—2020. | Преживети Београд (ТВ серија)                    | Вита                            |
| 2020-е     |                                                  |                                 |
| 2020.      | Балканска међа (ТВ серија)                       | свештеников брат                |
| 2020.      | Пролеће на последњем језеру (ТВ филм)            | Владимир Ваухник                |
| 2020.      | Златни век — 100. година опере (ТВ серија)       | Станислав Бинички               |
| 2020.      | Јужни ветар (ТВ серија)                          | Новак                           |
| 2020.      | Мама и тата се играју рата (ТВ серија)           | редитељ Коста                   |
| 2020.      | 12 речи (ТВ серија)                              | Владимир Мирковић               |
| 2020—2022. | Камионџије д. о. о. (ТВ серија)                  | инспектор Максимовић            |
| 2020.      | Незвани гости (ТВ филм)                          |                                 |
| 2021—2022. | Тајне винове лозе (ТВ серија)                    | Зоран Томовић                   |
| 2021.      | Каљаве гуме (ТВ серија)                          | свештеник                       |
| 2021.      | Једини излаз (ТВ серија)                         | Микац                           |
| 2021.      | Бележница професора Мишковића (ТВ серија)        | милиционер Ђорђевић             |
| 2021—2022. | Азбука нашег живота (ТВ серија)                  | Реља                            |
| 2021—2022. | Бранилац (ТВ серија)                             | Јездимир Гајић / Тодор Петровић |
| 2021.      | Црна свадба (ТВ серија)                          | Игор Благојевић                 |
| 2021.      | Радио Милева (ТВ серија)                         | Баја                            |
| 2022.      | Чудотворац Тумански (кратки филм)                | доктор                          |
| 2023.      | Лако је Ралету (ТВ серија)                       | психијатар                      |
| 2023.      | Позив (ТВ серија)                                | Бјелица                         |

## Улоге у синхронизацијама
| Година синх. | Цртани филм/серија                    | Улога                                                            |
| ------------ | ------------------------------------- | ---------------------------------------------------------------- |
| 1998.        | Меде медењаци и Крцко Орашчић         |                                                                  |
| 2002.        | Спасоје                               | Спасоје                                                          |
| 2002.        | Жирко Храстић                         | сви мушки ликови                                                 |
| 2002.        | Коке лијоломке                        | Атила                                                            |
| 2003.        | Фантомацан                            | Фантомацан                                                       |
| 2003.        | Марсупилами                           | Бакалајв                                                         |
| 2003.        | Страшне приче за плашљиву децу        | Приповедач                                                       |
| 2003.        | Господин Муфљуз                       | Господин Муфљуз                                                  |
| 2004.        | Грчка митологија                      | разни ликови                                                     |
| 2005.        | Јастучићи                             | Мудрица, Мргуд Мекановић, Кића                                   |
| 2006-2010.   | Дружина мјау-мјау                     | Марк, Елиот, Весли Ј, Тарб итд.                                  |
| 2006-2007.   | Опасни миш                            | Ернест Пенфолд итд.                                              |
| 2006.        | Ледено доба 2: Отапање                | Лешинар                                                          |
| 2007.        | Вива пињата                           | Обландо Кремић, Жабстон                                          |
| 2008.        | Мадагаскар 2: Бег у Африку            | Мелман                                                           |
| 2009.        | Планета 51                            | Лем                                                              |
| 2010.        | Винкс (С4) (Блу хаус)                 | Ривен, Гантлос, Думан, Паладијум, Мајк                           |
| 2011.        | Јин Јанг Јо!                          | Ноћни Господар Карл, Куп, Роџер, Брет итд. (С1Е1-11 сем у С1Е10) |
| 2011.        | Штрумпфови                            | Патрик Винслоу                                                   |
| 2012.        | Мадагаскар 3: Најтраженији у Европи   | Мелман                                                           |
| 2013.        | Тед - изгубљени пустолов              | Тед Каменовић                                                    |
| 2013.        | Штрумпфови 2                          | Патрик Винслоу                                                   |
| 2018.        | Хотел Трансилванија 3: Одмор почиње   | Френк                                                            |
| 2019.        | Тајни агент Мјау                      | Егберт                                                           |
| 2019.        | Дамбо                                 | Холт Фаријер                                                     |
| 2021.        | Лука                                  | Ђакомо                                                           |
| 2021.        | Непоправљиви Рон                      | Грахам                                                           |
| 2021.        | Зец Петар: Скок у авантуру            | Маче Том                                                         |
| 2021.        | Хотел Трансилванија 4: Трансформанија | Френк                                                            |
| 2023.        | Жеља                                  | Валентино                                                        |
| 2024.        | У мојој глави 2                       | Тата                                                             |
| 2024.        | Муфаса — краљ лавова                  | Обаси                                                            |